# Хипертензија
Хипертензија (ХТ, високи крвни притисак, понекад артеријска хипертензија) јесте хронично медицинско стање у којој је крвни притисак у артеријама повишен. Често нема препознатљиве симптоме, због чега се назива и „тихим убицом“. Последице акутне хипертензије су најчешће мождана крварења, док се код хроничне хипертензије најчешће испољавају на бубрезима, мозгу и оку.
Повишење крвног притиска условљава да срце ради јаче него нормално да би крв циркулисала кроз крвне судове. Крвни притисак обухвата два аспекта, систолни и дијастолни, у зависности од тога да ли је срчани мишић контрахован (систола) или опуштен између откуцаја (дијастола). Нормалан крвни притисак у мировању је у опсегу од 100-140 mmHg систолног (првог откуцаја) и 60-90 mmHg дијастолног (последњег) откуцаја. Крвни притисак је висок, уколико се одржава на или изнад 140/90 mmHg нивоа.
Хипертензија је главни фактор ризика за шлог, инфаркт миокарда (срчане нападе), срчану инсуфицијенцију, анеуризме артерија (нпр. аортни анеуризам), периферну артеријску болест, и узрок хроничне болести бубрега. Чак и умерена висина артеријског крвног притиска је повезана са скраћењем животног века. Дијететске и промене начина живота могу да побољшају контролу крвног притиска и смање ризик од удружених здравствених компликација. Међутим, лечење лековима је често неопходно код људи код којих је промена начина живота неделотворна или недовољна.

## Теоријска поставка
Хипертензија је класификована као примарна (есенцијална) хипертензија или као секундарна хипертензија. Око 90-95% случајева су категорисани као „примарне хипертензије“, што значи да је крвни притисак висок без очигледног основног медицинског узрока. Остали услови који утичу на бубреге, артерије, срце или ендокрини систем, изазивају преосталих 5-10% случајева (секундарна хипертензија).
Термин есенцијална хипертензија је мисномер (непогодно изабран назив), али је до данас остао непромењен. Потиче од теорије да повишење крвног притиска настаје као стрес-реакција повећања прилива крви у оболели део тела. Брзо је утврђено да је ова теорија била погрешна, али се терминологија није променила. Узрок есенцијалне хипертензије је идиопатски (непознат). Нема никаквих клинички или лабораторијски препознатљивих обољења који је могу проузроковати, али се убраја у 95% свих клинички откривених хипертензија, што је навело научнике на претпоставку генетске предиспозиције.
У секундарној хипертензији се може наћи узрок (нпр. обољења бубрега, надбубрежне жлезде итд), али ово објашњава само 5% откривених хипертензија.
Према трајању, хипертензије се класификују као :
- Акутне (пар сати до пар дана)
- Хроничне (вишемесечне или трајне)

Акутна хипертензија се најчешће испољава наглим повишењем артеријског притиска изнад 200 mmHg. Синоним за ово стање је хипертензивна криза, али само уколико је праћено претећим оштећењем тзв. циљних органа: плућа, мозга, мрежњаче ока, као и самог срца.

### Опис
Артеријски притисак је строго контролисана физиолошка варијабла и константно се одржава у оквирима нормалних интервала, али се у току 24 сата може приближити екстремним вредностима (било у смислу повишења или снижења вредности) из различитих узрока (нпр. тешка физичка активност). Уколико су вредности трајно повишене, кажемо да долази до стања хипертензије.
Притисак варира у односу на срчани циклус - највиши је током систоле, а најнижи током дијастоле. Разлика између ових притисака је хидродинамичка сила која условљава ток крви кроз крвне судове - пулсни притисак.

### Вредности
Вредности нормалног артеријског притиска су статистички одређене и варирају на основу узорка, расе и узраста, па према томе и између појединих држава и здравствених система, али су ипак најшире прихваћени критеријуми Светске здравствене организације (СЗО) према којима се вредности систолног артеријског притиска више или једнаке 140 mmHg и/или дијастолног артеријског притиска више или једнаке 90 mmHg, добијене у три узастопна, адекватна мерења током 1-3 недеље сматрају хипертензијом.
У медицинској документацији, крвни притисак се означава скраћеницом ТА (лат. tensio arterialis), уз навођење вредности систолног и дијастолног притиска (нпр. 120/80), тачног времена и датума када је измерен и административних података о пацијенту (име, презиме, итд).
- 120/80 mmHg је најчешћа средња вредност, клинички посматрано - оптимална вредност;
- 139/89 mmHg је висока вредност, клинички посматрано - сумња на хипертензију;
- 140/90 -(mmHg) и више је вредност изван прага и сматра се хипертензијом;
- ТА изнад 200 mmHg је екстремна вредност и сматра се малигном хипертензијом;

## Знаци и симптоми
Хипертензија ретко показује икакве симптоме, а њена идентификација је обично кроз скрининг, или када се потражи лечење неповезаног здравственог проблема. Неки људи са високим крвним притиском пријављују главобољу, а (посебно у задњем делу главе, и ујутро), као и непромишљеност, вртоглавицу, тинитус (зујање или шиштање у ушима), мењање визије или епизоде несвестица.
На физикалном прегледу, на хипертензију се може посумњати када се открије хипертензивна ретинопатија у испитивању очне позадине у задњем делу ока помоћу офталмоскопа. Класично, озбиљност промена хипертензивне ретинопатије се градира од I-IV, иако се блаже врсте тешко могу разликовати једне од других. Налаз офталмоскопије може такође указати колико дуго особа има хипертензију.

### Секундарна хипертензија
Неки додатни знаци и симптоми могу да сугеришу секундарну хипертензију, то је хипертензија због неког одређеног узрока као што су болести бубрега или ендокрине болести. На пример, гојазност грудног коша и абдомена, нетолеранција глукозе, месечасто лице, "грба као код бизона", и љубичасте стрије сугеришу Кушингов синдром. Обољења штитне жлезде и акромегалија такође могу изазвати повишен крвни притисак и имају карактеристичне симптоме и знаке.Турбуленција крвотока у стомаку може да укаже на стенозу бубрежне артерије (сужавање артерије, која снабдева бубреге). Смањење крвног притиска у ногама или одложени или одсутни феморални артеријски пулс могу да укажу на коарктацију аорте (сужење аорте одмах након изласка из срца). Хипертензија широко варира од главобоље, палпитације, бледила до знојења, треба да подстакне на сумњу о феохромоцитому.

### Хипертензивне кризе
Јако повишени крвни притисак (једнак или већи од систолног од 180 или дијастолног од 110, понекад називан малигна или убрзана хипертензија) се назива „хипертензивна криза“. Крвни притисак изнад ових нивоа указује на висок ризик од компликација. Људи са крвним притиском у овом распону могу да немају никакве симптоме, али су склонији главобољама (22% случајева) и вртоглавицама него општа популација. Остали симптоми хипертензивне кризе могу да садрже погоршање вида или помањкање даха због срчане инсуфицијенције или опште осећање малаксалости услед оштећења бубрега. Познато је да већина људи са хипертензивном кризом има повишен крвни притисак, али додатни покретачи могу довести до наглог пораста.
Хипертензивно хитно стање, раније звано малигна хипертензија, јавља се када постоје докази о директном оштећења једног или више органа, као резултат јако повишеног крвног притиска. Ово оштећење може да укључује хипертензивну енцефалопатију, изазвану отоком и отежаним функционисањем мозга, и карактерише се главобољом и промењеним нивоом свести (конфузија или поспаност). Ретинални папилоедем и хеморагије очног дна и ексудати су још један знак оштећења циљних органа. Бол у грудима може да указује на оштећење срчаног мишића (које може напредовати до инфаркта миокарда) или понекад дисекције аорте, унутрашњег цепања зида аорте. Кратак дах, кашаљ, искашљавање крви и обојеног спутума су карактеристични знаци плућног едема. Ово стање је, отицање ткива плућа због попуштања леве коморе, неспособности леве коморе срца да адекватно напумпа крв из плућа у артеријски систем. Рапидно погоршање бубрежне функције (акутна повреда бубрега) и микроангиопатичка хемолитичка анемија (уништавање крвних зрнаца) може да се јави. У оваквим ситуацијама, брзо смањење крвног притиска има задатак да заустави континуирано оштећење органа. Насупрот томе, не постоје докази да крвни притисак треба брзо смањивати у хипертензивним ургентним стањима, где не постоје доказ о оштећењу циљних органа. Претерано агресивно смањење крвног притиска није без ризика. Употреба оралних лекова за снижавање крвног притиска постепено у току 24 до 48 сати се саветује у хипертензивним ургентним стањима.

### У трудноћи
Хипертензија се јавља код приближно 8% до 10% трудноћа. Већина жена са хипертензијом у трудноћи већ болује од постојеће примарне хипертензије. Висок крвни притисак у трудноћи може представљати први знак преекламсије, озбиљног обољења које се може јавити у другој половини трудноће, као и неколико недеља након порођаја. Дијагноза преекламсије се поставља на основу повишеног крвног притиска и присуства протеина у урину. Преекламсија се јавља код око 5% трудноћа и одговорна је за око 16% укупне материнске смртности у свету. Преекламсија такође удвостручава ризик од смрти бебе. Обично, симптоми код преекламсије нису изражени а обољење се открива приликом рутинског прегледа. У случају да се симптоми преекламсије појаве, најчешћи су они попут главобоље, поремећај вида (често је то „треперење“), повраћање, епигастрични бол и едем (отицање). Преекламсија се понекад може развити у обољење опасно по живот, названо еклампсија. Екламсија спада у хипертензију 1. реда хитности и има неколико тежих компликација. Ове компликације укључују губитак вида, отицање мозга, нападе или конвулзије, бубрежну инсуфицијенцију, едем плућа и дисеминовану интраваскуларну коагулацију (поремећај згрушавања крви).

### Код одојчади и деце
Поремећај раста, напади, раздражљивост, недостатак енергије и отежано дисање се може повезати са хипертензијом код новорођенчади. Код старије одојчади и деце, хипертензија може изазвати главобољу, необјашњиву раздражљивост, замор, поремећај раста, замагљен вид, крварење из носа и фацијалну парализу.

## Прогноза
Најчешћа компликација акутне хипертензије је мождано крварење.
Хипертензија је најважнији глобални фактор ризика за прерану смрт кога је могуће спречити. Он повећава ризик од исхемијске болести срца можданог удара, обољења периферних крвних судова, и других кардиоваскуларних обољења, укључујући престанак рада срца, аортне анеуризме, дифузну атеросклерозу и плућну емболију. Хипертензија такође представља фактор ризика за когнитивни дефицит, деменцију и хроничну бубрежну инсуфицијенцију.
У остале компликације спадају:
- Хипертензивна ретинопатија
- Хипертензивна нефропатија[16]

## Узроци

### Примарна хипертензија
Примарна (есенцијална) хипертензија је најчешћи облик хипертензије, одговорна за 90% до 95% свих случајева хипертензије. У готово свим савременим друштвима, крвни притисак се повећава старењем, те је ризик од повећања крвног притиска у каснијем животном добу знатно повећан. Хипертензија резултује из сложене интеракције гена и фактора средине. Идентификовани су бројни заједнички гени са малим утицајем на крвни притисак, као и неки ретки гени са великим утицајем на крвни притисак, мада генетска основа хипертензије још увек није у потпуности изучена. Неколико фактора средине утиче на крвни притисак. Фактори на које утиче начин живота, који снижавају крвни притисак обухватају смањени унос соли, повећану конзумацију воћа и производа са малом количином масти (студија Дијететског приступа за спречавање хипертензије (ДАСХ дијета)). Вежбање, губитак тежине и смањени унос алкохола такође помаже у снижавању крвног притиска. Могућа улога других фактора, као што су стрес, конзумација кофеина, и недостатак витамина Д су мање јасни. Такође, се сматра да инсулинска резистенција, која често прати гојазност и представља компоненту синдрома X (или метаболичког синдрома) доприноси појави хипертензије. Недавна истраживања су такође обухватила догађаје из раног живота (на пример, ниска тежина на рођењу, мајка која конзумира цигарете и недостатак дојења) у факторе ризика за есенцијалну хипертензију код одраслих. Међутим, механизми који повезују ове изложености са хипертензијом код одраслих остају нејасни.

### Секундарна хипертензија
Секундарна хипертензија произилази из одређеног узрока. Болест бубрега је најчешћи секундарни узрок хипертензије. Хипертензију такође могу узроковати ендокрина обољења као што су Кушингов синдром, хипертиреоза, хипотиреоза, акромегалија, Конов синдром или хипералдостеронизам, хиперпаратиреоидизам и феохромоцитом. У остале узроке секундарне хипертензије спадају гојазност, апнеја, трудноћа, коарктација аорте, прекомерна конзумација сладића и примена одређених лекова који се издају на рецепт, биљних лекова и нелегалних опојних средстава.

## Патофизиологија
Код многих особа са развијеном есенцијалном (примарном) хипертензијом, повећана отпорност код протока крви (укупни отпор у периферним крвним судовима) одговорна је за високи притисак иако минутни срчани волумен остаје у нормалним вредностима. Постоје докази да неке млађе особе са прехипертензијом или „граничном хипертензијом“ имају велики минутни срчани волумен, повишен пулс а нормалну отпорност у периферним крвним судовима. Ово стање се назива хиперкинетичка гранична хипертензија. Код ових појединаца у каснијем животном добу се јављају типичне карактеристике развијене есенцијалне хипертензије јер вредност њиховог минутног срчаног волумена пада а отпор у периферним крвним судовима расте старењем. Да ли је овај модел типичан за све особе код којих се на крају развије хипертензија је питање које се оспорава. Повећани отпор у периферним крвним судовима код развијене хипертензије се углавном приписује структуралном сужавању малих артерија и артериола. Смањење броја или густине капилара такође доприноси отпору у периферним крвним судовима. Хипертензија се такође повезује са смањеном флексибилношћу периферних вена, која може утицати на повећање количине крви која се враћа у срце, повећање претходног оптерећења и на крају узроковати дијастолну дисфункцију. Да ли повећано активно сужавање крвних судова игра улогу у развијеној есенцијалној хипертензији је и даље нејасно.
Пулсни притисак (разлика између вредности систолног и дијастолног крвног притиска) је често повишен код старијих особа са хипертензијом. Ту се такође може јавити систолни притисак чија је вредност абнормално висока, док вредност дијастолног притиска може бити нормална или ниска. Ово стање се назива изолована систолна хипертензија. Висока вредност крвног притиска код старијих особа са хипертензијом или изолованом систолном хипертензијом се објашњава повећаном ригидношћу артерија, која обично прати старење и која може бити погоршана високим крвним притиском.
Велики број механизама је предложен за одговорност за повећање отпорности која се уочава у артеријском систему код хипертензије. Већина доказа укључује један или оба ова узрока:
- Поремећаји у преради соли и воде у бубрезима, нарочито абнормалности код интрареналног ренин-ангиотензинског система[39]
- Абнормалности код симпатичког нервног система[40]

Ови механизми се међусобно не искључују и вероватно је да оба у одређеној мери доприносе код већине случајева есенцијалне хипертензије. Такође је предложено да ендотелна дисфункција (дисфункција ендотела у крвним судовима) и запаљење крвних судова такође могу да допринесу повећању отпора у периферним крвним судовима и оштећењу крвних судова код хипертензије..

## Дијагноза
| Систем                                        | Тестови                                                    |
| --------------------------------------------- | ---------------------------------------------------------- |
| Ренални                                       | Клиничка анализа урина, протеинурија, BUN и/или креатинин  |
| Ендокрини                                     | Серумски натријум, калијум, калцијум, TSH                  |
| Метаболички                                   | Глукозни тест, ХДЛ, ЛДЛ, и укупни холестерол, триглицериди |
| Остало                                        | Хематокрит, електрокардиограм, и радиографија плућа        |
| Извори: Харисонови принципи интерне медицине, |                                                            |

Хипертензија се дијагностикује када пацијент има константно висок крвни притисак. Традиционално, потребно је урадити три одвојена мерења сфигмоманометром у размацима од месец дана. Првобитна процена болесника са артеријском хипертензијом укључује комплетну историју болести и физички преглед. Уз 24 часовну доступност амбулантних монитора за мерење крвног притиска и кућних мерача притиска крви, значај избегавања постављања погрешне дијагнозе код болесника са хипертензијом белог мантила, је довело до промене протокола. У Великој Британији, тренутна најбоља пракса је да се прати један случај повишеног клиничког мерења амбулантним мерењем. На не тако савршен начин, праћење може да се обави кућним праћењем високог крвног притиска у току седам дана.
Када се дијагноза хипертензије утврди, лекари покушавају да идентификују основни узрок, на основу фактора ризика и других симптома, уколико постоје. Секундарна хипертензија је чешћа код деце која су преадолесценти, и узрок у већини случајева су бубрежне болести. Примарна или есенцијална хипертензија је чешћа код адолесцената и има више фактора ризика, укључујући гојазност и породичну историју хипертензије. Лабораторијски тестови могу да се ураде да се идентификују могући узроци секундарне хипертензије, и да се утврди да ли је хипертензија проузроковала оштећења на срцу, очима и бубрезима. Додатни тестови за дијабетес и високи ниво холестерола, се раде, јер они представљају факторе ризика за развој срчаних обољења, и могу захтевати лечење.
Креатинин у серуму се мери да се процени присуство болести бубрега, који може бити узрок или последица хипертензије. Самим присуством креатинина у серуму, се може проценити ниво гломерулске филтрације. Новија упутства заговарају употребу предвидљивих једначина, као што је формула модификације исхране у бубрежним болестима (МДРД) , за процену нивоа гломерулске филтрације (еГФР). еГФР такође може да обезбеди базично мерење бубрежне функције, која се може користити за надзор нежељених ефеката одређених антихипертензивних лекова за функцију бубрега. Испитивање узорака урина на протеин се такође користи као секундарни показатељ болести бубрега. Електрокардиограм (ЕКГ / ЕКГ) тестирање се ради да би се проверило да ли је срце под притиском због високог крвног притиска. Он такође може да покаже задебљање срчаног мишића (хипертрофију леве коморе) или да ли је срце имало претходно мање поремећаје као што је тихи срчани удар. Рендген плућа или ехокардиограм може да се изврши да би се потражили знаци срчаног проширења или срчаног оштећења.

### Одрасли
| Класификација (ЈНЦ7)               | Систолни притисак | Систолни притисак | Дијастолни притисак | Дијастолни притисак |
| Класификација (ЈНЦ7)               | mmHg              | kPa               | mmHg                | kPa                 |
| ---------------------------------- | ----------------- | ----------------- | ------------------- | ------------------- |
| Нормалан                           | 90–119            | 12–15.9           | 60–79               | 8.0–10.5            |
| Висок нормалан или прехипертензија | 120–139           | 16.0–18.5         | 80–89               | 10.7–11.9           |
| Степен 1 хипертензије              | 140–159           | 18.7–21.2         | 90–99               | 12.0–13.2           |
| Степен 2 хипертензије              | ≥160              | ≥21.3             | ≥100                | ≥13.3               |
| Изолована систолна хипертензија    | ≥140              | ≥18.7             | <90                 | <12.0               |

Код особа узраста од 18 година или старијих, хипертензија је дефинисана као, систолно и /или дијастолно мерење крвног притиска, константно више од прихваћене нормалне вредности (тренутно 139 mmHg систолни, 89 mmHg дијастолни: погледајте табелу - Класификација (ЈНЦ7)). Ако су мерења изведена из 24-часовног праћења код куће или амбулантно, користи се нижи праг (135 mmHg систолни или 85 mmHg дијастолни). Недавне међународне смернице хипертензије су такође створиле категорије испод хипертензивног распона да укажу на континуум ризика високог крвног притиска у нормалном опсегу. ЈНЦ7 (2003) користи термин прехипертензија за крвни притисак у распону од 120-139 mmHg систолног и / или 80-89 mmHg дијастолног, док ЕСХ-ЕСЦ Смернице (2007) и Енглисх IV (2004) користе оптималну, нормалну, и високо нормалну категорију да поделе притисак испод 140 mmHg систолни и 90 mmHg дијастолни. Хипертензија се такође субкласификује на следећи начин: ЈНЦ7 разликује хипертензија фаза I, хипертензија фаза II и изолована систолна хипертензија. Изолована систолна хипертензија се односи на повишени систолни притисак са нормалним дијастолним притиском, и уобичајена је код старијих особа. ЕСХ-ЕСЦ Смернице (2007) и БХСIV (2004 ), дефинише трећу фазу (фаза III), хипертензија за особе са систолним крвним притиском преко 179 mmHg или дијастолним притиском преко 109 mmHg. Хипертензија је класификована као "отпорна" ако лекови не смањују крвни притисак на нормални ниво.

### Новорођенчад и бебе
Хипертензија у новорођенчади је ретка и јавља се у око 0,2 до 3% новорођенчади. Крвни притисак се не мери рутински код здравог новорођенчета Хипертензија је уобичајенија код високоризичних новорођенчади. Различите факторе, као што су гестацијска старост, постконцепцијска старост, и тежина треба узети у обзир приликом одлучивања да ли је крвни притисак нормалан у новорођенчета.

### Деца и адолесценти
Хипертензија се јавља прилично често код деце и адолесцената (2-9% у зависности од старости, пола и националности, а повезан је са дугорочним ризицима лошег здравља.
Сада се препоручује да се деци старијој од три године провери крвни притисак када год имају рутински медицински преглед или негу. Треба потврдити високи крвни притисак код поновљених посета, пре него што се дете окарактерише да има хипертензију. Крвни притисак расте са узрастом у детињству, и код деце, хипертензија је дефинисана као просек систолног и дијастолног крвног притиска у три или више посета, једнаког или већег од 95. перцентила за пол, старост, и висину детета. Прехипертензија код деце је дефинисана као просек систолног и дијастолног крвног притиска, који је већи од или једнак 90. перцентила, али мањи од 95. перцентила. У адолесцената, предложено је да се хипертензија и прехипертензија дијагностикују и класификују помоћу критеријума за одрасле.

## Превенција
Број људи који имају хипертензију, а нису свесни тога, је значајан. Потребно је да се мерама, које се односе на целу популацију, смање последице високог крвног притиска и умањи потреба за антихипертензивном терапијом лековима. Препоручују се промене у начину живота да би се снизио крвни притисак пре започињања терапије. Смернице британског друштва хипертензије из 2004. предлажу следеће промене у начину живота које су сличне са смерницама националног едукативног програма за висок крви притисак Сједињених Држава из 2002 ради примарне превенције хипертензије:
- Одржавати нормалну телесну тежину (нпр., индекс телесне масе 20-25 kg / м 2).
- Смањити унос соли у исхрани <100 mmол / дан (<6 г натријум хлорида или <2,4 г натријума дневно).
- Укључивање у редовне аеробне физичке активности као што је брзо ходање (≥ 30 мин. дневно, више дана у недељи).
- Ограничење потрошње алкохола на не више од 3 јединица / дан код мушкараца и не више од 2 јединице / дан код жена.
- Конзумирање хране која је богата воћем и поврћем (на пример, најмање пет порција дневно).

Ефективна промена начина живота може да смањи крвни притисак у истој мери као и појединачна терапија антихипертензивним лековима. Комбинација две или више модификација начина живота може да да још боље резултате.

## Контрола

### Промене у начину живота
Први тип лечења хипертензије је идентичан препорученим превентивним променама у начину живота и обухвата промене у исхрани, вежбање, и губитак тежине. Показало се да су ове промене битно смањиле крвни притисак код особа са хипертензијом. Ако је хипертензија довољно висока да би оправдала тренутну употребу лекова, промене у начину живота се и даље препоручују. Осмишљени су разни програми који се рекламирају да смањују психолошки стрес као што су примена енергије, релаксације или медитације и да се уз помоћ њих смањује хипертензија. Ипак, научна истраживања у начелу не подржавају њихову ефикасност, јер су студије углавном лошег квалитета.
Корисне су промене у исхрани као што је исхрана са ниском вредношћу калијума. Дугорочно (више од 4 недеље) ова дијета код белаца је ефикасна у смањењу крвног притиска, како код особа са хипертензијом тако и код људи са нормалним крвним притиском. Такође, ДАСХ исхрана, исхрана богата коштуњавим воћем, интегралним житарицама, рибом, живинским месом, воћем и поврћем, која је промовисана од стране Националног института за срце, плућа и крв, снижава крвни притисак. Главна карактеристика овог плана ограничава унос натријума, иако је исхрана богата калијумом, магнезијума, калцијума и протеинима.

### Лекови
Тренутно је доступно неколико врста лекова за лечење хипертензије, који се заједнички називају антихипертензивним лековима. Приликом прописивања лекова, треба да се узму у обзир кардиоваскуларни ризик особе (укључујући и ризик од инфаркта миокарда и можданог удара) и очитавања крвног притиска.
Ако се почне са узимањем лека Седми удружени национални комитет за високи крвни притисак Националног института за срце, плућа и крв (УНЦ-7) препоручује да лекар опште праксе прати реакцију на лечење и да установи да ли постоје било каква нежељена дејства која проистичу од лека. Смањењем крвног притиска за 5 mmHg може да се смањи ризик од можданог удара за 34%, а ризик од исхемијске болести срца за 21%. Смањивањем крвног притиска смањује се вероватноћа обољевања од деменције, срчане инсуфицијенције и смртности од кардиоваскуларне болести. Циљ лечења треба да буде смањење крвног притиска на мање од 140/90 mmHg за већину појединаца, а чак и ниже за оне са дијабетесом или болестима бубрега. Неки здравствени стручњаци препоручују одржавање нивоа испод 120/80 mmHg. Уколико циљни крвни притисак није достигнут, потребно је додатно лечење.
Током времена су се промениле смернице за избор лекова и начина за најбоље одређивање лечења за различите подгрупе и разликују се од земље до земље. Мишљења стручњака се разликују по питању најбољих лекова. Кокран колаборација, Светска здравствена организација и смернице САД за почетно лечење, подржавају и дају предност ниској дози диуретика, који се заснива на тиазиду. Смернице Велике Британије наглашавају блокаторе калцијумских канала (БКК) за особе старије од 55 година или чије је породично порекло афричко или карипско. Ове смернице препоручују и дају предност инхибиторима ангиотензин-конвертујућег ензима (АКЕИ) за почетно лечење млађих особа. Почетак лечења помоћу било које од шест врста лекова укључујући: БКК, АКЕИ/ БАР, тиазидне диуретике, бета-блокаторе, и алфа-блокаторе сматра се разумним у Јапану. У Канади се сви ови лекови осим алфа-блокатора препоручују као могуће прве опције.

#### Комбинације лекова
Већини особа је потребно више од једног лека да контролишу хипертензију. Смернице УНЦ-7 и ЕУХ-ЕУК-а заговарају почетак лечења помоћу два лека, када је крвни притисак виши од 20 mmHg изнад систолних или виши од 10 mmHg изнад дијастолних циљних вредности.
Комбинације којима се даје предност су, инхибитори ренин-ангиотензин система и блокатори калцијумских канала, или инхибитори ренин-ангиотензин система и диуретици. Прихватљиве комбинације укључују следеће:
- Блокаторе калцијумских канала и диуретике
- Бета-блокаторе и диуретике
- Дихидропиридине блокаторе калцијумских канала и бета-блокаторе
- Дихидропиридине блокаторе калцијумских канала са или верапамилом или дилтиаземом

Неприхватљиве комбинације су следеће:
- Недихидропиридин калцијумски блокатори (као што је верапамил или дилтиазем) и бета-блокатори
- Двострука блокада ренин-ангиотензин система (нпр. инхибитор ангиотензин конвертујућег ензима + блокатор ангиотензинских рецептора)
- Блокатори ренин-ангиотензин система и бета-блокатори
- Бета-блокатори и антиадренергички лекови.[60]

Кад год је могуће избегавајте комбинације АКЕ инхибитора или антагониста ангиотензин II-рецептора, диуретика и НСАИЛ-а (укључујући селективне COX-2 инхибиторе и лекове без рецепта попут ибупрофена) због високог ризика од акутне бубрежне инсуфицијенције. Комбинација је у говорном језику аустралијске здравствене литературе позната као "троструки урок“. Доступне су таблете које садрже фиксне комбинације две класе лекова. Иако су ове таблете погодне, најбоље би било ограничити употребу за особе чија се терапија заснива на појединачним компонентама.

### Старије особе
Лечење умерене до тешке хипертензије смањује стопу смртности и нежељене кардиоваскуларне ефекте код особа старости од 60 година и старијих. Код особа старијих од 80 година лечење не смањује значајно укупну стопу смртности, али смањује ризик од срчаних болести. Препоручени циљни крвни притисак је мањи од 140/90 mm Hg, са тиазидним диуретицима као лековима којима се даје предност у Америци. У измењеним британским смерницама даје се предност блокаторима калцијумских канала са циљним клиничким очитавањима мањим од 150/90 mmHg, или мањим од 145/85 mmHg за амбулантно или кућно праћење крвног притиска.

### Резистентна хипертензија
Резистентна хипертензија је хипертензија која остаје изнад циљног крвног притиска, упркос истовременој употреби три антихипертензивна агенса који припадају различитим врстама антихипертензивних лекова. Смернице за лечење резистентне хипертензије су објављене у Великој Британији и САД.

## Епидемиологија
- без података
- <110
- 110-220
- 220-330
- 330-440
- 440-550
- 550-660
- 660-770
- 770-880
- 880-990
- 990-1100
- 1100-1600
- >1600

Од 2000. год. хипертензију је имала скоро једна милијарда или око 26% одраслог становништва света. То је било заједничко за развијене (333 милиона) као и за неразвијене (639 милиона) земље. Стопе међутим значајно варирају у различитим регионима, са ниском вредношћу од 3,4% (за мушкарце) и 6,8% (за жене) у руралној Индији, док су у Пољској високе вредности и износе 68,9% (за мушкарце) и 72,5% (за жене).
Године 1995, год. је процењено да је 43 милиона становника САД имало хипертензију или је узимало антихипертензивне лекове. Ова бројка представља готово 24% одраслог становништва САД. Стопе хипертензије у САД биле су у порасту и достигнуто је 29% 2004. год. Од 2006. год. хипертензија погађа 76 милиона одраслих Американаца (34% становништва), а код одраслих афричких Американаца је једна од највиших стопа хипертензије на свету од 44%. Јавља се чешће код америчких Индијанаца, а ређе код белаца и Американаца мексичког порекла. Стопе расту са годинама старости и више су у југоисточном САД. Хипертензија се јавља чешће код мушкараца него код жена (мада менопауза тежи да смањи ову разлику) и код особа са ниским социјално-економским статусом.

### Код деце
Стопа високог крвног притиска код деце је у порасту. Већина хипертензија које се јављају током детињства, нарочито код преадолесцената, секундарна је, у односу на основни поремећај. Осим гојазности, болест бубрега је најчешћи (60-70%) узрок хипертензије код деце. Адолесценти обично имају примарну или основну хипертензију, што чини 85-95% случајева.

## Историја
Савремено разумевање кардиоваскуларног система започело је са радом лекара Вилијама Харвија (1578–1657). Харви је описао циркулацију крви у својој књизи De motu cordis (О кретању срца и крви“). Енглески свештеник Стивен Хејлс извршио је прво објављено мерење крвног притиска 1773. године. Опис хипертензије као болести дали су, између осталих, Томас Јанг 1808. и Ричард Брајт 1836. године. Први извештај о повишеном крвном притиску код неке особе, код које није доказана болест бубрега, дао је Фредерик Акбар Махомед (1849–1884). Међутим, хипертензија је постала клинички ентитет 1896. године, кад је Шипионе Рива-Рочи изумео сфигмоманометар на бази манжетне. Овај изум је омогућио клиничко мерење крвног притиска. Године 1905. Николај Коротков је побољшао ову технику описивањем Коротковљевих тонова, који су се чули при слушању артерије стетоскопом током испумпавања манжетне сфигмоманометра.
Историјски, третман за стање које се називало „болешћу јаког пулса“ састојао се у смањивању количине крви испуштањем крви или применом пијавица. Кинески Жути цар, Ауло Корнелије Целзо, Гален и Хипократ су заступали метод пуштања крви. У 19. и 20. веку, пре него што је ефикасна фармаколошка терапија за хипертензију постала могућа, коришћена су три модалитета лечења, сваки са бројним нежељеним дејствима. То је укључивало строго смањивање количине натријума (на пример, пиринчана дијета), симпатектомију (хируршко одстрањивање делова симпатичког нервног система), као и пирогенску терапију (убризгавање супстанци које изазивају грозницу, смањујући тако индиректно крвни притисак). Први хемијски препарат за хипертензију, натријум тиоцијанат, примењен је 1900. године, али је због многобројних нежељених дејстава био непопуларан. Неколико других једињења развијено је после Другог светског рата. Најпопуларнији и прихватљиво ефикасни били су тетраметиламонијум хлорид и његов дериват хексаметонијум, хидралазин и ресерпин (добијен из медицинске биљке Rauwolfia serpentina). Значајан помак постигнут је открићем првих оралних супстанци које се добро толеришу. Прва је хлоротиазид, први диуретик на бази тиазида, који је развијен из антибиотика сулфаниламида и постао доступан од 1958. године. Он је повећавао излучивање соли, истовремено спречавајући задржавање течности. У једном контролном тестирању на бази случајног избора, под покровитељством Управе за ветеране, вршено је поређење дејстава хидрохлоротиазид, резерпина и хидралазина, у односу на плацебо. Испитивање је врло брзо прекинуто због тога што се код оних учесника из групе са високим крвним притиском, који нису добијали своју терапију, појавило много више компликација него код пацијената под терапијом, па је сматрано неетичким даље ускраћивати давање терапије. Испитивање је настављено са групом људи који су имали нешто мање повишене вредности крвног притиска, и показало је да лечење, чак и код особа са благом хипертензијом, смањује ризик од кардиоваскуларне смрти за више од пола. 1975. године, тиму који је изумео хлоротиазид додељена је Ласкерова награда за клиничка истраживања у медицини. Резултати ових студија покренули су кампање јавног здравља, са циљем подизања нивоа опште свести о хипертензији и промовисале су мерење и лечење високог крвног притиска. Чини се да су ове мере допринеле, барем у извесној мери, уоченом паду процента можданих удара и исхемијских болести на 50% у периоду између 1972. и 1994. године.

## Друштво и култура

### Свесност
Светска здравствена организација уочила је да је хипертензија, то јест висок крвни притисак, водећи узрок кардиоваскуларне морталитета. Светска лига за борбу против хипертензије, тзв „кишобран“ организација, која окупља 85 националних друштава и лига за хипертензију, уочила је да више од 50% особа са хипертензијом широм света није свесно свог стања. Како би скренула пажњу на овај проблем, ова организација је покренула кампању глобалне свесности о хипертензији 2005. године и одредила да 17. мај сваке године буде Светски дан хипертензије (WHD). Током последње три године све је више националних удружења која се ангажују и постају иновативна у својим активностима на Светски дан хипертензије, како би послала поруку јавности. У 2007. години забележено је рекордно учешће 47 земаља, чланица Светске лиге за хипертензију. Током недеље Светског дана хипертензије све ове земље су успоставиле сарадњу са локалним властима, стручним удружењима, невладиним организацијама и приватним сектором, како би промовисале свесност о хипертензији путем неколико медија и јавних скупова. Употребом мас медија, као што су Интернет и телевизија, порука је стигла до више од 250 милиона људи. Како је ова идеја све снажнија годину за годином, Светска лига за хипертензију је уверена да ће скоро сви они који су погођени повишеним крвним притиском, од процењених 1,5 милијарду људи, бити информисани.

### Економија
Висок крвни притисак је најуобичајенији хронични медицински проблем који наводи на обраћање пружаоцима услуга примарне здравствене заштите у Сједињеним Државама. Америчко удружење за срце проценило је да су у 2010. години директни и индиректни трошкови високог крвног притиска износили 76,6 милијарди долара. У Сједињеним Државама 80% људи са хипертензијом је свесно свог стања, а 71% узима неки антихипертензивни лек. Међутим, само 48% људи, од оних који су свесни да имају хипертензију, контролише своје стање на одговарајући начин. Неодговарајућа дијагноза, лечење или контрола високог крвног притиска, могу довести у питање држање хипертензије под контролом. Пружаоци здравствених услуга суочавају се са мноштвом препрека при успостављању контроле над крвним притиском, укључујући и противљење узимању сложене терапије лековима ради постизања циљних вредности крвног притиска. Људи се такође суочавају са изазовима када је реч о доследности у придржавању распореда узимања лекова, као и променама у начину живота. Без обзира на то, достизање циљног крвног притиска је могуће. Снижавање крвног притиска значајно смањује трошкове, што је повезано са унапређеном медицинском бригом.